# Jimmy Fallon
James Thomas „Jimmy” Fallon Jr. (ur. 19 września 1974 w Nowym Jorku) – amerykański aktor, komik, piosenkarz, muzyk i gospodarz programów telewizyjnych.
Syn Glorii i Jamesa Fallona seniora, weterana wojny wietnamskiej. Jego rodzina miała pochodzenie irlandzkie, niemieckie i norweskie.
Obecnie jest gospodarzem programu The Tonight Show. Wcześniej prowadził autorski program „Late Night With Jimmy Fallon”, emitowany na NBC, pojawił się w kilku filmach i był znany jako członek obsady programu „Saturday Night Live” od 1998 do 2004 roku. 3 kwietnia 2013 r., NBC ogłosiła, że Fallon zastąpi Jaya Leno jako gospodarza „The Tonight Show” na zakończenie Igrzysk Olimpijskich w 2014 roku. Premiera odmienionego „The Tonight Show” odbyła się 17 lutego 2014.
Jako gospodarz w swoim dorobku ma poprowadzenie takich programów jak: Saturday Night Live, 2001 MTV Awards, 2002 MTV Music Awards, 2005 MTV Movie Awards, 62. Nagrody Emmy, 74. Złote Globy,

## Filmografia
- Sex and the Matrix (2000) jako Neo
- SNL Fanatic (2000) jako Kenny
- U progu sławy (Almost Famous, 2000) jako Dennis Hope
- The Mummy Parody (2001) jako On sam
- Kompania braci (Band of Brothers, 2001) jako George Rice
- Życie i cała reszta (Anything Else, 2003) jako Bob
- The Entrepreneurs (2003) jako Ray
- New York Taxi (Taxi, 2004) jako Washburn
- Miłosna zagrywka (Fever Pitch, 2005) jako Ben
- Factory Girl (2006) jako Chuck Wein
- Rok, w którym się poznaliśmy (The Year of Getting to Know Us, 2008) jako Eliot R
- iCarly (jako on sam)
- Dziewczyna z marzeniami (Whip it, 2009) jako ‘Hot Tub’ Johnny Rocket
- Zbrodnie po sąsiedzku (Only Murders in the Building, 2021) jako on sam[4]